# Miroslav Zavoral
Miroslav Zavoral (* 28. listopadu 1953 Litoměřice) je český lékař, internista – gastroenterolog.
Je jedním z hlavních organizátorů a propagátorů screeningového programu rakoviny tlustého střeva v Česku. Svůj výzkum zaměřuje také na časnou diagnostiku nádorů slinivky břišní a další onemocnění trávicího traktu. Působí v Ústřední vojenské nemocici v Praze, kde v letech 2010 až 2024 zastával také funkci ředitele nemocnice.

## Lékařská kariéra
Studia na Fakultě všeobecného lékařství UK v Praze ukončil v roce 1980, z vnitřního lékařství atestoval v letech 1983 a 2000, z gastroenterologie v roce 1987. V roce 2000 ukončil postgraduální studium na Vojenské lékařské akademii. Habilitoval v roce 2003 a v roce 2008 byl jmenován profesorem vnitřního lékařství. Nejprve působil v nemocnici v Ústí nad Labem, později v pražské Všeobecné fakultní nemocnici a od roku 1997 zastával post přednosty 2. interního oddělení Ústřední vojenské nemocnice v Praze. Toto pracoviště se později změnilo na Kliniku gastroenterologie a hepatologie a od roku 2005 na Interní kliniku 1. lékařské fakulty Univerzity Karlovy. Absolvoval řadu zahraničních studijních pobytů. Je místopředsedou České gastroenterologické společnosti a členem řady mezinárodních odborných gastroenterologických společností.
Hlavním předmětem jeho vědecké práce je výzkum možností diagnostiky a léčby časných forem rakoviny tlustého střeva, rakoviny slinivky břišní či dalších částí zažívacího ústrojí a onemocnění, které k těmto nádorům vedou. Je hlavní postavou národního programu screeningu kolorektálního karcinomu, od roku 2003 zastává funkci předsedy příslušné komise ministerstva zdravotnictví. V roce 1999 v Římě převzal ocenění Evropské společnosti pro gastrointestinální endoskopii (ESGE) za organizaci osvětové kampaně prevence kolorektálního karcinomu. Je autorem více než 70 odborných publikací, mj. je hlavním editorem rozsáhlé (1500 stran) dvousvazkové publikace Mařatkova gastroenterologie (Nakladatelství Karolinum 2021), jejíž součástí je i interaktivní elektronická verze. Podílí se na vzdělávání lékařů v oboru gastroenterologie.
V polovině roku 2010 byl jmenován do funkce ředitele Ústřední vojenské nemocnice. Dne 8. května 2021 byl u příležitosti Dne vítězství jmenován prezidentem republiky Milošem Zemanem do hodnosti brigádního generála ve výslužbě.
V květnu 2023 informoval zpravodajský server iROZHLAS o tom, že ministryně obrany ČR Jana Černochová usiluje o Zavoralův odchod z funkce ředitele Ústřední vojenské nemocnice v Praze. Ministryně obrany má právo ředitele ÚVN odvolat dle vlastního uvážení, nicméně podle zpravodajského serveru chce vyvolat dojem, že Zavoral odchází dobrovolně. Sama ministryně Černochová tuto zprávu označila za spekulaci a svůj údajný záměr odmítla.
Dne 3. dubna 2024 podal rezignaci k 30. červnu 2024 na funkci ředitele.

## Ocenění
- Medaile Za zásluhy 1. stupeň (2022)